# Brixia Tour 2002
De Brixia Tour 2002 werd gehouden van 26 tot en met 28 juli in Italië. Het was de tweede editie van deze meerdaagse wielerkoers in en rondom de stad Brescia.

## Etappe-overzicht
| etappe | datum   | start             | finish   | afstand  | winnaar         | klassementsleider |
| ------ | ------- | ----------------- | -------- | -------- | --------------- | ----------------- |
| 1e     | 26 juli | Bassano Bresciano | Manerbio | 172,5 km | Fabrizio Guidi  | Fabrizio Guidi    |
| 2e (A) | 27 juli | Lumezzane         | Concesio | 77 km    | Igor Astarloa   | Igor Astarloa     |
| 2e (B) | 27 juli | Mazzano           | Mura     | 76 km    | Mirko Celestino | Igor Astarloa     |
| 3e     | 28 juli | Mazzano           | Concesio | 163 km   | Moreno Di Biase | Igor Astarloa     |

## Eindklassementen

### Algemeen klassement
| rang | renner              | land     | tijd        |
| ---- | ------------------- | -------- | ----------- |
| 1    | Igor Astarloa       | Spanje   | 11h 51' 19" |
| 2    | Mirko Celestino     | Italië   | + 0' 05"    |
| 3    | Gianluca Valoti     | Italië   | + 0' 06"    |
| 4    | Jaroslav Popovytsj  | Oekraïne | + 0' 24"    |
| 5    | Gianluca Tonetti    | Italië   | + 0' 26"    |
| 6    | Paolo Tiralongo     | Italië   | + 0' 36"    |
| 7    | Dimitri Gaynetdinov | Rusland  | + 1' 00"    |
| 8    | Massimiliano Mori   | Italië   | + 1' 05"    |
| 9    | Domenico Passuello  | Italië   | z.t.        |
| 10   | Uroš Murn           | Slovenië | + 1' 08"    |